# Nicolás Pandiani
Nicolás Pandiani, vollständiger Name Jorge Nicolás Pandiani Quaglia, (* 6. Dezember 1993 in Montevideo) ist ein uruguayischer Fußballspieler.

## Karriere
Der 1,83 Meter große Defensivakteur Pandiani ist der Sohn des ehemaligen Fußballspielers Walter Pandiani, mit dem er sich gemeinsam im Januar 2013 dem spanischen Verein Atlético Baleares anschloss. Nicolás Pandiani hatte zuvor in der Jugend des FC Villarreal gespielt. Er bestritt beim Klub auf der Baleareninsel Mallorca in der Saison 2012/13 zwei Ligaspiele (kein Tor) in der Segunda B. Im Oktober 2013 wechselte er nach Uruguay zum Erstligaaufsteiger Miramar Misiones. Für den Verein aus seiner Geburtsstadt Montevideo lief er in sieben Partien der Primera División auf. Ein Tor erzielte er nicht. Ende August 2014 setzte er seine Karriere bei Marino de Luanco in Spanien fort. In der Spielzeit 2014/15 wurde er in 13 Begegnungen (kein Tor) der Segunda B eingesetzt. Im September 2015 schloss er sich dem uruguayischen Zweitligisten Canadian Soccer Club an. Bereits im November 2015 verließ er den Klub wieder und setzte seine Karriere erneut in Spanien bei CD Masnou fort. Anfang September 2016 band er sich ein weiteres Mal an Miramar Misiones und bestritt in der Saison 2016 drei Zweitligaspiele (kein Tor). Ende März 2017 wechselte er wieder zum Canadian Soccer Club. In der Zweitligaspielzeit 2017 lief er dort bislang (Stand: 3. Juli 2017) in acht Ligapartien (kein Tor) auf.